# Liste der Kulturdenkmale in Ausleben

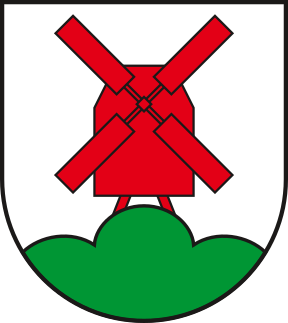
Wappen von Ausleben

In der Liste der Kulturdenkmale in Ausleben sind alle Kulturdenkmale der Gemeinde Ausleben (Landkreis Börde) und ihrer Ortsteile aufgelistet. Grundlage ist das Denkmalverzeichnis des Landes Sachsen-Anhalt, das auf Basis des Denkmalschutzgesetzes des Landes Sachsen-Anhalt vom 21. Oktober 1991 durch das Landesamt für Denkmalpflege und Archäologie Sachsen-Anhalt erstellt und seither laufend ergänzt wurde (Stand: 31. Dezember 2022).

## Kulturdenkmale nach Ortsteilen

### Ausleben
| Lage                          | Bezeichnung                                                  | Beschreibung | Erfassungs- nummer | Ausweisungsart | Bild                                                         |
| ----------------------------- | ------------------------------------------------------------ | --- | ------------------ | -------------- | ------------------------------------------------------------ |
| Am Kirchhof (Karte)           | Sankt-Petri-Kirche                                           | Kirche Die Kirche St. Petri wurde 1781 erbaut, der Westturm wurde 1858 hinzugefügt. Es ist eine einschiffige Kirche mit einem dreiseitigen Chorschluss. Im Inneren befindet sich an der Nord- und Westseite eine zweigeschossige Empore. Der Altaraufsatz und die Kanzel stammen aus dem Baujahr der Kirche. Weiter befindet sich ein Schnitzaltar aus dem jahr 1480 in der Kirche. Auf dem Kirchhof befinden sich neben einem Kriegsdenkmal für die Gefallenen des Ersten Weltkrieges zahlreiche Grabsteine aus der zweiten Hälfte des 19. Jahrhunderts. | 094 56070          | Baudenkmal     | BW                                                           |
| Am Kirchhof 2 (Karte)         | Pfarrhof                                                     | | 094 56377          | Baudenkmal     | BW                                                           |
| Bauernwinkel 1 (Karte)        | Gutshaus                                                     | Das Gutshaus wurde 1811 gebaut. | 094 56381          | Baudenkmal     | BW                                                           |
| Bauernwinkel 18 (Karte)       | Gutshaus, Villa Lüders, ehemalige Zentralschule von Ausleben | Gutshof mit villenartigem Wohnhaus und vorgelagertem, durch eine Grünfläche mit Birkenallee gestaltetem Wirtschaftshof. Das Wohnhaus wurde als stattlicher zweigeschossiger Ziegelbau mit hohem Sockelgeschoss 1901 in historisierender Formensprache erbaut. In der Nachkriegszeit (1946) wurde die Villa zunächst als Alliiertenquartier für die Amerikaner und Engländer und nach deren Abzug als Unterkunft für viele Flüchtlinge genutzt. Nach einem Ausbau zur Zentralschule im Jahre 1950/51 wurden in ihr bis 1981 die Ausleber Kinder und Jugendlichen beschult. Seit 1981 ist sie weitgehend leerstehend. Trotz zurückliegender Sanierungsarbeiten wurde die Villa bislang keiner neuen Bestimmung zugeführt und steht leer. | 094 56382          | Baudenkmal     | Gutshaus, Villa Lüders, ehemalige Zentralschule von Ausleben |
| Feldstraße 3, 3a (Karte)      | Wohnhaus                                                     | | 094 56384          | Baudenkmal     | BW                                                           |
| Straße der Einheit (Karte)    | Mühle                                                        | Mühle Die Bockwindmühle befindet sich zwischen Straße der Einheit und Nussstraße. | 094 56001          | Baudenkmal     | Weitere Bilder                                               |
| Straße der Einheit (Karte)    | Transformatorenstation                                       | Transformatorenstation | 094 18875          | Baudenkmal     | BW                                                           |
| Straße der Einheit 1 (Karte)  | Bauernhof                                                    | Bauernhof | 094 56395          | Baudenkmal     | BW                                                           |
| Straße der Einheit 42 (Karte) | Bauernhof                                                    | | 094 56383          | Baudenkmal     | BW                                                           |
| Winkel 4 (Karte)              | Wirtschaftsgebäude                                           | | 094 56379          | Baudenkmal     | BW                                                           |

### Ottleben
| Lage                                                                  | Bezeichnung  | Beschreibung | Erfassungs- nummer | Ausweisungsart | Bild           |
| --------------------------------------------------------------------- | ------------ | --- | ------------------ | -------------- | -------------- |
| (Karte)                                                               | Silhouette   | Silhouette der Dörfer Ottleben und Ausleben von Beckendorf aus | 094 98137          | Denkmalbereich | BW             |
| Landstraße Ottleben Richtung Hornhausen, ca. 1 km vor dem Ort (Karte) | Sühnekreuz   | | 094 98510          | Kleindenkmal   | BW             |
| Ackerwinkel 6 (Karte)                                                 | Wohnhaus     | | 094 56404          | Baudenkmal     | BW             |
| Ackerwinkel 3, 4, 5, 6 (Karte)                                        | Straßenzeile | | 094 56403          | Denkmalbereich | BW             |
| Damaschkestraße 6 (Karte)                                             | Schloss      | Die Schlossanlage der Familie Trautenburg wurde 1575 errichtet. In den Jahren 1800 und zwischen 1860 und 1880 wurde das Schloss umgebaut. Es ist ein zweigeschossiges Haus auf hufeisenförmigen Grundriss. Auf der Fassade befindet sich ein großer brandenburger Adler, dieser stammt aus der Mitte des 18. Jahrhunderts. Zum Baudenkmal gehören noch ein Park und mehrere Wirtschaftsgebäude. Heute befindet sich hier eine Kindertagesstätte. | 094 56406          | Baudenkmal     | BW             |
| Peking 6 (Karte)                                                      | Mühle        | Bockwindmühle | 094 56002          | Baudenkmal     | Weitere Bilder |
| Schmiedeberg 1, 2, 3, 4, Triftstraße 4 (Karte)                        | Straßenzug   | | 094 56402          | Denkmalbereich | BW             |
| Schmiedeberg 10 (Karte)                                               | Mühle        | Wassermühle | 094 56004          | Baudenkmal     | BW             |
| Schulplatz (Karte)                                                    | Kirche       | St. Stephani | 094 56405          | Baudenkmal     | Weitere Bilder |
| Thälmannstraße 46 (Karte)                                             | Bauernhof    | | 094 56400          | Baudenkmal     | BW             |
| Thälmannstraße 49 (Karte)                                             | Gasthof      | | 094 56399          | Baudenkmal     | BW             |

### Warsleben
| Lage                               | Bezeichnung               | Beschreibung                                            | Erfassungs- nummer | Ausweisungsart | Bild |
| ---------------------------------- | ------------------------- | ------------------------------------------------------- | ------------------ | -------------- | ---- |
| Friedensstraße 20 (Karte)          | Gutshaus                  | Das Gutshaus wurde laut Inschrift im Jahre 1801 erbaut. | 094 56386          | Baudenkmal     | BW   |
| Friedensstraße 38 (Karte)          | Wohnhaus                  | Das Haus wurde 1902 erbaut.                             | 094 55869          | Baudenkmal     | BW   |
| Friedensstraße 41, 42, 43 (Karte)  | Gutshof                   |                                                         | 094 56262          | Baudenkmal     | BW   |
| Friedensstraße, Pfarrgasse (Karte) | Kirche                    | Marienkirche                                            | 094 56261          | Baudenkmal     | BW   |
| Mühlenstraße 1 (Karte)             | Wohnhaus mit Nebengebäude |                                                         | 094 56389          | Baudenkmal     | BW   |
| Mühlenstraße 8 (Karte)             | Bauernhof                 |                                                         | 094 56390          | Baudenkmal     | BW   |
| Pfarrgasse 1 (Karte)               | Pfarrhof, Hofanlage       |                                                         | 094 56387          | Baudenkmal     | BW   |
| Poststraße 13 (Karte)              | Bauernhof                 |                                                         | 094 56393          | Baudenkmal     | BW   |
| Üplinger Straße 4 (Karte)          | Wohnhaus                  | möglicherweise abgerissen                               | 094 56394          | Baudenkmal     | BW   |

### Üplingen
| Lage                                                                                              | Bezeichnung | Beschreibung | Erfassungs- nummer | Ausweisungsart               | Bild |
| ------------------------------------------------------------------------------------------------- | ----------- | --- | ------------------ | ---------------------------- | ---- |
| Badelebener Straße 12, 13, 14, 15 (Karte)                                                         | Domäne      | Domäne | 094 56195          | Baudenkmal                   | BW   |
| Badelebener Straße, Neustadt (Karte)                                                              | Park        | Park | 094 56195 001      | Teilobjekt eines Baudenkmals | BW   |
| Badeleber Straße 4, 6, 12, 13, 14, 15, 16, 17, 18, 19, 20, 21, Kirchstraße 19, 20, 21, 22 (Karte) | Ortskern    | | 094 56194          | Denkmalbereich               | BW   |
| Kirchstraße (Karte)                                                                               | Kirche      | Die Kirche wurde von 1768 bis 1788 erbaut. Der Grundriss ist regelmäßig achteckig. Auf dem Dach befindet sich eine Laterne. die Ausstattung im Inneren ist aus der Bauzeit. | 094 56196          | Baudenkmal                   | BW   |

## Legende
In den Spalten befinden sich folgende Informationen:
- Lage: Nennt den Straßennamen und wenn vorhanden die Hausnummer des Kulturdenkmals. Die Grundsortierung der Liste erfolgt nach dieser Adresse. Der Link „Karte“ führt zu verschiedenen Kartendarstellungen und nennt die geographischen Koordinaten.
Link zu einem Kartenansichtstool, um Koordinaten zu setzen. In der Kartenansicht sind Baudenkmale ohne Koordinaten mit einem roten bzw. orangen Marker dargestellt und können in der Karte gesetzt werden. Baudenkmale ohne Bild sind mit einem blauen bzw. roten Marker gekennzeichnet, Baudenkmale mit Bild mit einem grünen bzw. orangen Marker.
- Offizielle Bezeichnung: Nennt den Namen, die Bezeichnung oder zumindest die Art des Kulturdenkmals und verlinkt, soweit vorhanden, auf den Artikel zum Objekt.
- Beschreibung: Nennt bauliche und geschichtliche Einzelheiten des Kulturdenkmals, vorzugsweise die Denkmaleigenschaften.
- Erfassungsnummer: Für jedes Kulturdenkmal wird in Sachsen-Anhalt eine 20stellige Erfassungsnummer vergeben. Die letzten zwölf Ziffern werden für die Untergliederung nach Teilobjekten genutzt und werden nur angegeben, soweit vergeben. In dieser Spalte kann sich folgendes Icon  befinden, dies führt zu Angaben zu diesem Baudenkmal bei Wikidata.
- Ausweisungsart: Die Einordnung des Denkmales nach § 2 Abs. 2 DenkmSchG LSA
- Bild: Ein Bild des Denkmales, und gegebenenfalls einen Link zu weiteren Fotos des Kulturdenkmals im Medienarchiv Wikimedia Commons. Wenn man auf das Kamerasymbol klickt, können Fotos zu Kulturdenkmalen aus dieser Liste hochgeladen werden: